# Notoclinops segmentatus
Notoclinops segmentatus és una espècie de peix de la família dels tripterígids i de l'ordre dels perciformes.

## Morfologia
- Els mascles poden assolir 4,4 cm de longitud total.[1][2]

## Reproducció
Els mascles són territorials durant l'època de reproducció i protegeixen els ous.

## Alimentació
Menja petits crustacis, com ara amfípodes i copèpodes.

## Hàbitat
És un peix marí, de clima subtropical i demersal que viu entre 0-40 m de fondària.

## Distribució geogràfica
Es troba a Nova Zelanda.

## Costums
Elimina els paràsits de peixos més grossos.

## Observacions
És inofensiu per als humans.